# Cristina Plazas
Pour les articles homonymes, voir Cristina et Plazas.
 (avril 2025).
Cristina Plazas, née le 30 septembre 1969 à Madrid, est une actrice espagnole.

## Filmographie

### Courts métrages
- 1999 : Marionetas de plomo : Irina
- 2001 : Tequila.com
- 2005 : Dentro
- 2005 : El caso de Marcos Rivera : Abogada
- 2007 : La maltratada historia de María
- 2007 : Alumbramiento (en) : Sara
- 2016 : Bow Shock : Nicole
- 2016 : Dieciocho
- 2017 : Irreversible : Lola

### Longs métrages
- 1999 : Se buscan fulmontis (es)
- 2000 : La tarara del chapao
- 2001 : The Dutchman's Island : Feli
- 2002 : Everything in Place (en) : Maribel
- 2003 : Acosada (es) : Natalia
- 2004 : Cien maneras de acabar con el amor : Luisa
- 2005 : A ras de suelo : Carmen
- 2006 : Animales heridos (es) : Irina
- 2006 : La bicicleta : Ángeles
- 2006 : Vete de mí : Ana
- 2007 : La vida abismal (es) : la prostituée
- 2007 : Lost Bullet : Soledad
- 2010 : Trois Mètres au-dessus du ciel : Rafaela
- 2010 : Le Pacte du mal : Pilar
- 2011 : N'aie pas peur (No tengas miedo) de Montxo Armendáriz : la psychologue
- 2012 : Tengo ganas de ti : Rafaela
- 2012 : The Body : Dra. Tapia
- 2013 : Love Is Not What It Used to Be
- 2015 : El país del miedo (ca) : Sara
- 2018 : La gente

### Téléfilms
- 2002 : ¿Dónde está?
- 2003 : Otra ciudad : Eva
- 2003 : Ausias March : Reine María
- 2004 : Amb el 10 a l'esquena : Rita
- 2005 : Viure de mentides : Helena Durán
- 2005 : Camps de maduixes : Marina
- 2005 : Síndrome laboral : Amparo
- 2007 : El monstruo del pozo : Madre
- 2008 : Comida para gatos : Sandra
- 2013 : An Afternoon in Geneva : Isabel Mirete
- 2013 : 1.000 maneres de menjar-se un ou : Carol

### Mini-séries
- 2008 : Serrallonga : Vídua Santa Coloma (2 épisodes)
- 2010 : Alakrana : Edurne (2 épisodes)
- 2016 : El padre de Caín : Ángela (2 épisodes)

### Séries télévisées
- 2001 : Gregorio Mayans
- 2002 : Hospital Central : Susana
- 2002 : Psico express : Roser Colomer
- 2002 : Desenlace
- 2001-2003 : El comisario (2 épisodes)
- 2007 : La via Augusta : Calpúrnia (12 épisodes)
- 2007 : Gominolas : Aurora
- 2008 : Plan América : Clara Gálvez (4 épisodes)
- 2008-2010 : Paco's Men : Marina Salgado (31 épisodes)
- 2010-2011 : Love in Difficult Times : Eulalia Prado Salvatierra (165 épisodes)
- 2011 : Cheers : Dra. Yolanda Requejo
- 2013 : Gran Reserva : Mercedes (3 épisodes)
- 2014 : Cuéntame un cuento : Madre
- 2013-2015 : Velvet : Doña Pilar (12 épisodes)
- 2015-2016 : Derrière les barreaux (Vis a vis) : Miranda Aguirre (24 épisodes)
- 2012-2016 : La Riera : Cristina (63 épisodes)
- 2018 : Félix (2 épisodes)
- 2017-2018 : Estoy vivo : Laura (26 épisodes)